# Libertad Gran Mamoré
Der Fútbol Club Libertad Gran Mamoré ist ein bolivianischer Sportverein aus Trinidad, der hauptsächlich für seine Fußballabteilung bekannt ist. Er wird auch El Equipo del Pueblo (dt.: Die Mannschaft des Volkes) genannt.

## Geschichte
Gegründet von zwei christlichen Brüdern, die unter dem Namen Fútbol Club Libertad einen christlichen Fußballklub repräsentieren wollten, spielte der Verein schon 2009 in der höchsten Liga der regionalen Asociación Beniana de Fútbol. 2018 gewann Libertad erstmals das regionale Turnier und qualifizierte sich so für die Copa Simón Bolívar. Im April 2019 wurde der Klubname in Anlehnung an den aufgelösten Klub Real Gran Mamoré in Fútbol Club Libertad Gran Mamoré geändert. 
Unter dem neuen Namen schaffte es Gran Mamoré regelmäßig in die Copa Simón Bolívar, von der aus die besten Teams in die Liga de Fútbol Profesional Boliviano aufsteigen. 2022 schaffte es der Klub aus Trinidad ins Finale, in dem er auf den Lokalrivalen CD Vaca Díez aus Cobija traf. Vaca Diez gewann nach einem 2:2-Unentschieden in der Verlängerung das Elfmeterschießen mit 4:2. Gran Mamoré blieb noch die Chance über das Relegations-Play-off-spiel gegen Erstligist Universitario de Sucre und nutze die Chance zum Aufstieg nach einem 6:0-Erfolg.
Nach einem Jahr in der ersten Liga musste Libertad Gran Mamoré als Tabellenfünfzehnter wieder in die Play-offs. Diesmal verlor der Klub aus dem Norden Boliviens gegen den Finalisten der Copa Símon Bolívar San Antonio Bulo Bulo mit 4:2 nach Elfmeterschießen.

## Erfolge
- Aufstieg aus der Segunda Division (Copa Simón Bolivar): 2022

## Rivalitäten
Größter Rivale von Libertad Gran Mamoré ist der CD Vaca Díez aus Cobija, seitdem beide Teams 2022 um den Aufstieg in die erste Liga spielten und in der Folgesaison um den Klassenerhalt. Das Duell wird Clásico del Norte oder Clásico Amazónico genannt und ist auch das Duell der Departments Beni und Pando.